# Calodesma jordani
Calodesma jordani là một loài bướm đêm thuộc phân họ Arctiinae, họ Erebidae.